# Sursum corda
Sursum corda (en llatí, «amunt els cors») és una expressió del prefaci de l'ordinari de la missa catòlica.
El diàleg del prefaci fa:
– Sacerdot: Dominus vobiscum (El Senyor sigui amb vosaltres)
+ Fidels : Et cum spiritu tuo (I amb el vostre esperit)
– Sacerdot : Sursum corda (Amunt els cors)
+ Fidels : Habemus ad Dominum (Els elevem al Senyor)
– Sacerdot : Gratias agamus Domino Deo nostro (Donem gràcies al Senyor, Déu nostre)
+ Fidels : Dignum et iustum est (Cal fer-ho i és de justícia.)

L'expressió sursum corda o sursumcorda es fa servir per a referir-se a un personatge anònim de categoria social elevada, en frases amb sentit humorístic. Ex. «No ho faré ni que m'hi obligui el sursum corda».